# متبارک با آتش
متبارک با آتش (اسپانیایی: Iluminados por el fuego‎) (۲۰۰۵) فیلمی آرژانتینی دربارهٔ جنگ فالکلند نوشته و کارگردانی شده توسط تریستان بوئر است. گاستون پائولس، پابلو ریبا، سزار البرسین و هوگو ساریزو به همراه چندی دیگر در این فیلم نقش آفرینی کردند. این فیلم بر پایه کتابی نوشته شده از یک سرباز کهنه‌کار این جنگ است.
این فیلم برای ۲۲ جایزه نامزد شد که ۱۴ تا از آن جوایز را برد.

## خلاصه و طرح
فیلم ضدجنگ آرژانتینی که به سبک فیلم‌های آمریکایی جنگ ویتنام مانند بازگشت به وطن و غلاف تمام‌فلزی می‌باشد. این فیلم دربارهٔ دو مرد جوان است که به جنگ ۱۹۸۲ به جزایر فالکلند فرستاده می‌شوند و با زخم‌های خشن روی صورت بر می‌گردند.

## بازیگران
- گاستون پائولس در نقش «اشتبان لگوییزامون»
- پابلو ریبا در نقش «آلبرتو وارگاس»
- سزار آلباراسین در نقش «خوان کامورو»
- اوگو کاریسو در نقش «پیزارو»
- خوان لیرادو
- آرتورو بونین
- ماریا ماروی

## انتشار
این فیلم در تلویزیون استرالیا و شبکه SBS در ۱۷ مارس ۲۰۰۹ پخش شد.